# Jurij Vlagyimirovics Andropov

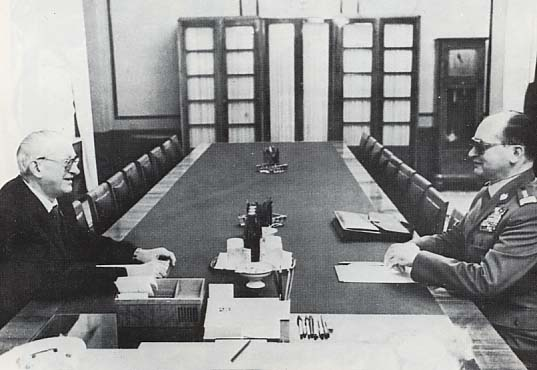
Andropov és Wojciech Jaruzelski

Jurij Vlagyimirovics Andropov (oroszul: Ю́рий Владимирович Андропов; Naguckoje, 1914. június 15. [az akkor hivatalos julián naptár szerint június 2.] – Moszkva, 1984. február 9.) orosz nemzetiségű szovjet politikus, a Szovjetunió Kommunista Pártja (SZKP) főtitkára 1982. november 12-étől 15 hónappal később bekövetkező haláláig.

## Élete
Andropov származása, családi háttere máig vitatott. A hivatalos életrajza szerint a cári Oroszország Sztavropoli kormányzóságában, Naguckoje sztanyicán (kozák falu) született, apja Vlagyimir Andropulo (később Andropov) vasúti hivatalnok, édesanyja Jevgenyija Flekenstejn (Fleckenstein) volt (a hivatalos források egyike sem említi a nevét). Édesanyja a Rjazani kormányzóságban született városi családban, és a Moszkvában élő zsidó órásmester és finn állampolgár, Karl Franzevics Fleckenstein és felesége, Eudokia Mihajlovna Fleckenstein fogadták örökbe és nevelték fel. Andropov legkorábbi dokumentált neve Grigorij Vlagyimirovics Andropov-Fjodorov volt, amelyet néhány évvel később Jurij Andropovra változtatott. Eredeti születési anyakönyvi kivonata eltűnt, de megállapítást nyert, hogy Andropov Moszkvában született, ahol édesanyja 1913 és 1917 között egy leánygimnáziumban volt tanítónő. Andropov több alkalommal is eltérően adta meg édesanyja halálának dátumát. Valószínűleg Jevjenyija örökbefogadásának története is kitaláció volt. Amikor 1937-ben Andropovot átvilágították, amikor felvételét kérte a kommunista pártba, kiderült, hogy „anyai ági nagyanyjának nővére” (akit nagynénjének nevezett), aki vele élt, és aki alátámasztotta a rjazanyi paraszti származásának legendáját, valójában a dajkája volt, aki már jóval Andropov születése előtt Fleckensteinnek dolgozott.
Feltételezések szerint Andropov édesanyja kereskedői családból származott. Karl Fleckenstein egy ékszerüzlet gazdag tulajdonosa volt, amelyet a felesége vezetett, miután 1915-ben meghalt, amikor a moszkvai németellenes pogrom során németnek nézték és megölték, bár Andropov a pogromot zsidóellenesnek nevezte. Az egész családot megfosztották volna jogaitól, ha az asszony 1917-ben egy újabb pogrom után nem hagyja ott az üzletet, nem találja ki a proletár származást, és nem hagyja el Moszkvát, Andropov édesanyjával együtt a Sztavropoli kormányzóságba költözve.
Andropov különböző verziókat közölt apja sorsáról: az egyik szerint nem sokkal a születése után elvált az anyjától, a másik szerint betegségben halt meg. A szóban forgó „apa”, Vlagyimir Andropov valójában a mostohaapja volt, aki Naguckojében élt és dolgozott, és 1919-ben halt meg tífuszban. A Fjodorov vezetéknév a második mostohaapjához, Viktor Fjodorovhoz tartozott, aki gépészsegédből lett tanító. Andropov biológiai apja ismeretlen, valószínűleg 1916-ban halt meg, ez a dátum szerepel Andropov 1932-es önéletrajzában. 1937-es átvilágításakor azt jelentették, hogy apja a cári orosz hadseregben szolgált tisztként.
Rövid ideig a ribinszki folyamhajózási technikum hallgatója volt, majd 1930-ban belépett a Komszomolba. 1939-ben lépett be a Kommunista Pártba, 1940–1944 között a Karél–Finn SZSZK Komszomol szervezetének első titkára volt. A második világháborúban Andropov a partizánmozgalomban harcolt, majd a háború után, 1951-ben került Moszkvába, a Párt Főtitkárságára. 1954-ben kinevezték Magyarországra szovjet nagykövetnek. Andropov volt az egyik felelőse annak a szovjet döntésnek, hogy 1956-ban a szovjet csapatok megszállták Magyarországot.

## Hatalomra jutása
Moszkvába való visszatérése után Andropov az SZKP Központi Bizottsága Szocialista Országok Együttműködési Főosztályát vezette (1957–1967), közben 1962-ben, Mihail Szuszlov utódjaként, tagja lett az SZKP KB Titkárságának. 1967-ben kinevezték a KGB parancsnokának, ezt a beosztást egészen 1982-ig töltötte be. 1973-ban Andropov az SZKP KB Politikai Bizottságának teljes jogú tagja lett.
Néhány nappal Brezsnyev halála után, 1982. november 10-én, mindenki meglepetésére Andropovot választották az SZKP főtitkárává, a biztos befutónak tartott Konsztantyin Csernyenko helyett. Ő volt az első olyan KGB-elnök, akiből pártfőtitkár lett. A Nyugat tartózkodással fogadta megválasztását, tekintettel a KGB élén végzett tevékenységére, valamint 1956-os magyarországi szerepére.

## Andropov tevékenysége
Rövid vezetői időszaka során Andropov kísérletet tett a gazdaság helyzetének javítására és a korrupció visszaszorítására. Anti-alkoholista kampánya, valamint a munkafegyelem javítására tett kezdeményezései szintén igen emlékezetesek. Mindkét kampányt a szovjetekre jellemző adminisztratív eszközökkel hajtotta végre, egy kicsit a sztálini időket idéző szigorúsággal.
A külpolitikában nem ért el különösebb eredményt – folytatódott az afganisztáni háború. Főtitkársága alatt romlottak a Szovjetunió és az Egyesült Államok kapcsolatai. Bár több, nagy horderejű ajánlást is tett, köztük a középhatótávolságú nukleáris fegyverek számának jelentős csökkentésére és Ronald Reagan amerikai elnökkel való csúcstalálkozóra, ezek a javaslatok süket fülekre találtak a Reagan- és a Thatcher-kormányoknál. A hidegháborús feszültséget tovább növelte az az incidens, amikor szovjet vadászgépek lelőtték a Korean Air Lines (KAL) 007-es számú járatát, amely 1983. szeptember 1-jén a Szovjetunió légterében, Szahalin szigete fölött repült, valamint az amerikaiak döntése, amely szerint Pershing II rakétákat telepítettek Európa területére. 1983 novemberében a Szovjetunió felfüggesztette az Európába telepített közepes hatótávolságú ballisztikus rakéták korlátozásáról szóló szovjet-amerikai tárgyalásokat.
Emlékezetes az a cselekedete, amikor főtitkársága idején válaszolt egy amerikai gyermek, Samantha Reed Smith levelére, és meghívta őt a Szovjetunióba. A látogatás eredményeként a kislány jól ismert békeaktivista lett.

## Andropov hagyatéka
Andropov több hónapos betegség után, 1984. február 9-én halt meg veseelégtelenségben, utódja Konsztantyin Usztyinovics Csernyenko lett. Moszkvában, a Kreml fala melletti temetőben temették el.
Andropov hagyatékát mind a történészek, mind a média a mai napig élénken vitatják, Oroszországban is és a határain túl is.
Andropovot magyarországi keménysége, valamint a KGB élén eltöltött hosszú vezetői időszaka alatt elkövetett megtorlások és intrikák ellenére, számos történész és elemző humánus reformernek tartja. Általánosságban mindenképpen úgy értékelték, hogy sokkal inkább a fokozatos és konstruktív reformok híve volt, mint Gorbacsov; sokan teszik fel komolyan azt a kérdést, hogy vajon Andropov megreformálhatta-e volna a Szovjetuniót olyan módon, hogy az néhány éven belül ne jusson el a teljes felbomlásig.[forrás?]
Főtitkárként eltöltött rövid ideje, amelynek nagy része ráadásul igen törékeny egészségi állapotban zajlott, nem hagy konkrét jelzéseket az elemzőknek arra nézve, hogy mi lett volna, ha a vezetői időszaka tovább tart.

## Művei magyarul
- Az SZSZKSZ 60 éve / 60 let SzSzSzR; Kossuth, Bp., 1983
- A békéért, a szocializmusért; Kossuth, Bp., 1983
- Szovjet nagyköveti iratok Magyarországról, 1953–1956. Kiszeljov és Andropov titkos jelentései; összeáll., bev. Baráth Magdolna; Napvilág, Bp., 2002

## Fordítás
- Ez a szócikk részben vagy egészben  a   Yuri Andropov című angol Wikipédia-szócikk fordításán alapul.  Az eredeti cikk szerkesztőit annak laptörténete sorolja fel. Ez a jelzés csupán a megfogalmazás eredetét és a szerzői jogokat jelzi, nem szolgál a cikkben szereplő információk forrásmegjelöléseként.